# Oyá
| Farben           | Weinrot          |
| Zahlen           | 9                |
| Kath. Heilige(r) | Teresa von Ávila |

Oyá (Yansa) ist in der Religion der Yoruba die Orisha der Winde (afenfe), Stürme und des neunarmigen Flusses Niger. Als die Frau Changós besitzt sie beinahe ebenso große Kräfte. Sie wacht am Tore des Friedhofs, den sie von Yemayá übernahm, sowie auf Märkten. 
In einem allgemeineren Sinne gilt Oyá als Göttin des Wandels, der Transformation und des Übergangs. Als Schutzherrin weiblicher Führerschaft verkörpert sie eine zwischen Mütterlichkeit und Kriegertum changierende Weiblichkeit sowie den Kampf gegen Ungerechtigkeit und Unterdrückung.

## Rezeption
Die nigerianisch-deutsche Schriftstellerin Efua Traoré machte Oyá zu einer Hauptfigur ihres Kinderromans Children of the Quicksands, der 2021 erschien. Oyá rivalisiert dort mit Oshun, der Göttin der Wasser.